# Hans Gerny
Hans Gerny (ur. 26 czerwca 1937 w Olten, zm. 19 stycznia 2021) – szwajcarski duchowny starokatolicki, biskup (zwierzchnik) Kościoła Chrześcijańskokatolickiego w Szwajcarii w latach 1986–2001.

## Życiorys
Studia odbył w latach 1957–1961 na Wydziale Teologii Chrześcijańskokatolickiej Uniwersytetu w Bernie. W dniu 9 września 1962 roku przyjął święcenia kapłańskie, był księdzem w Wegenstetten-Hellikon-Zuzgen, następnie w Baden-Brugg i piętnaście lat w Bazylei. W 1986 został wybrany 5. biskupem Kościoła Chrześcijańskokatolickiego w Szwajcarii. 26 października 1986 r. odbyła się jego konsekracja.
Posiadał tytuł doktora honoris causa nadany przez Chrześcijańską Akademię Teologiczną w Warszawie.